# 西有家站
西有家站（日语：／ Nisharie eki */?）是位於長崎縣南島原市西有家町須川426番4號，島原鐵道島原鐵道線的已停用車站。

## 歷史
- 1926年（大正15年）7月2日 - 口之津鐵道車站啟用[1]。
- 1943年（昭和18年）7月1日 - 公司合併，成為島原鐵道車站。
- 1966年（昭和41年）2月1日 - 成為業務委託車站。
- 1982年（昭和57年）10月1日 - 結束貨物業務。
- 1984年（昭和59年）11月1日 - 撤去列車交會設備。
- 1985年（昭和60年）12月 - 現時車站大樓竣工。
- 2000年（平成12年）6月1日 - 成為無人車站。
- 2008年（平成20年）4月1日 - 隨著島原外港站至加津佐站之間廢止，此站也永久停用。

## 車站構造

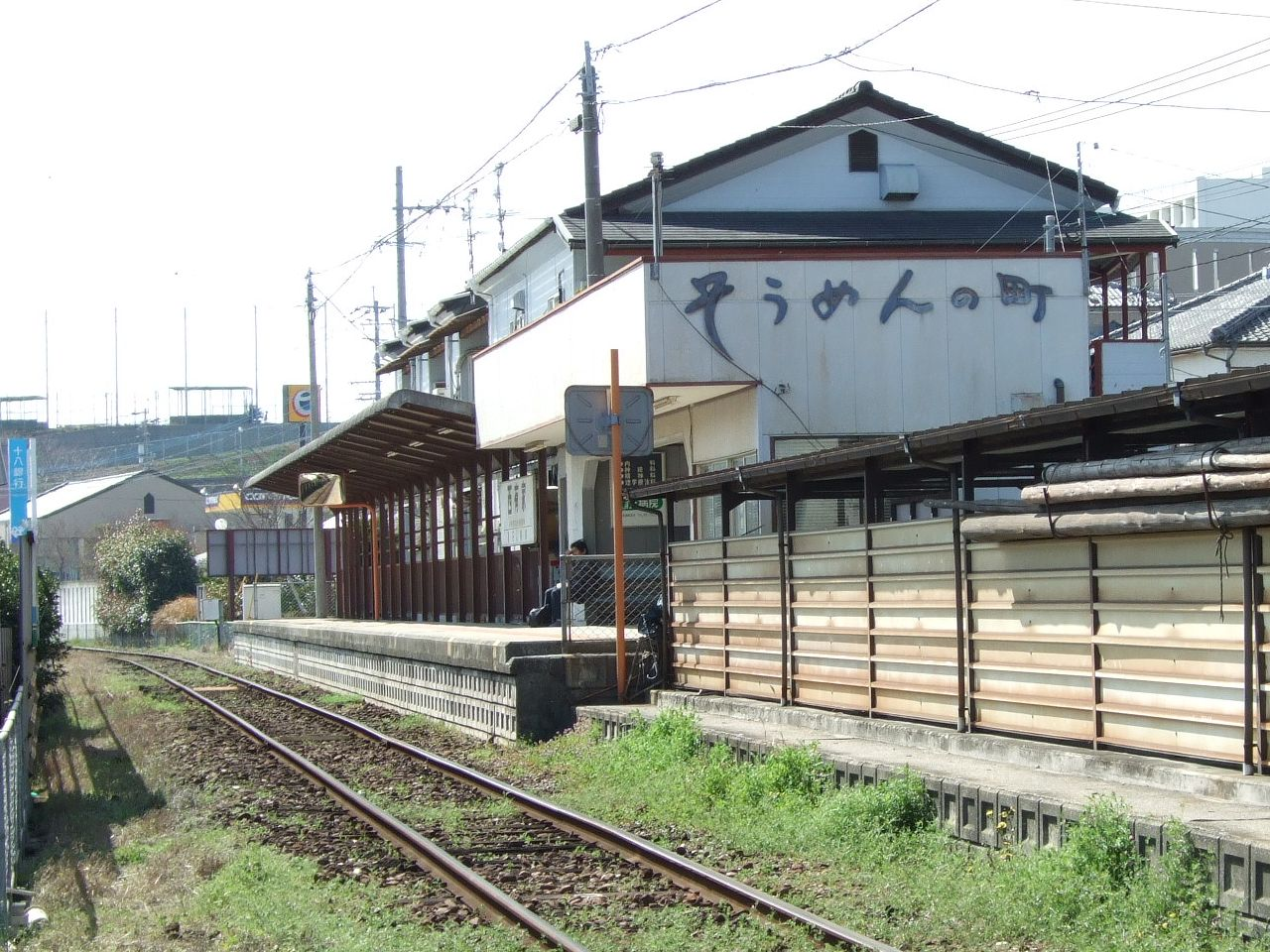
月台。後方為加津佐一方，前方為諫早一方。月台右邊是車站大樓

此站是地面車站，設有1面1線的單式月台。此站設有車站大樓。此站是無人車站。

## 車站周邊
站前為舊・西有家町的町中心。
- 南島原市立西有家小學（日语：南島原市立西有家小学校）
- 南島原市立西有家中學（日语：南島原市立西有家中学校）
- 長崎縣立島原翔南高等學校（日语：長崎県立島原翔南高等学校）
- 南島原市政廳（舊・西有家町公所）
- 西有家郵局
- 國道251號（日语：国道251号）

## 使用狀況
在此站最後的一個營業年度（2007年度），一年總乘車人次為84,881人，下車人次為87,600人。在島原鐵道廢止前，於廢止區間中最多人使用的車站。
以下為一年總乘車人次和下車人次變化。
| 年度               | 一年總 乘車人次 | 一年總 下車人次 |
| ------------------ | --------------- | --------------- |
| 1997年（平成09年） | 88,107          | 85,279          |
| 1998年（平成10年） | 79,766          | 77,805          |
| 1999年（平成11年） | 73,560          | 71,277          |
| 2000年（平成12年） | 73,593          | 72,757          |
| 2001年（平成13年） | 83,151          | 82,215          |
| 2002年（平成14年） | 87,329          | 84,912          |
| 2003年（平成15年） | 82,462          | 80,922          |
| 2004年（平成16年） | 73,627          | 73,033          |
| 2005年（平成17年） | 78,377          | 78,269          |
| 2006年（平成18年） | 84,480          | 85,540          |
| 2007年（平成19年） | 84,881          | 87,600          |

## 相鄰車站
島原鐵道
島原鐵道線
有家－西有家－龍石

## 注腳
1. ↑  「地方鉄道運輸開始」『官報』1926年7月8日（國立國會圖書館數碼化收藏）
2. ↑  第56版（平成21年）長崎統計年鑑 （页面存档备份，存于）（日語） - 長崎縣
3. ↑  長崎縣統計年鑑  （页面存档备份，存于）（日語）